# Vilunda kyrka
Vilunda kyrka hör till Hammarby församling och ligger i Upplands Väsby intill Väsby Centrum. Namnet Vilunda betyder offerlund, där ordet "vi" betyder offer. Under förkristen tid fanns här en offerplats.

## Historik
Under 1960-talet och 1970-talet när Upplands Väsby växte i storlek räckte inte församlingens ursprungliga kyrkobyggnad Hammarby kyrka till. Dessutom behövdes en kyrka mer centralt i Upplands Väsby. År 1970 påbörjades planeringen av Vilunda kyrka. Hösten 1974 lades grundstenen och 7 december 1975 invigdes Vilunda kyrka av biskop Ingmar Ström.

## Kyrkobyggnaden
Inspiration till kyrkan har arkitekten Hakon Ahlberg hämtat från 5000-årig sumerisk byggnadskonst. Kyrkobyggnaden är uppförd i mörkt rödbrunt tegel med kraftiga fogar. Dess planform är kvadratisk. Takbjälkarna är synliga utifrån och klädda med koppar. Vid kyrkans sydöstra hörn står ett klocktorn med en sexkantig överbyggnad i koppar. Kyrkorummet har en traditionsenlig öst-västlig inriktning där altaret står på östra sidan.

## Interiör
Inne i kyrkorummet syns en kraftig korsbjälke som bär upp taket. Den symboliserar förbindelsen mellan himmel och jord som upprättats genom Kristi kors. Kyrkans fönster är små och högt placerade. Takarmaturen består av små lampor som symboliserar stjärnhimlen. Golvet är av italiensk vit marmor. Väster om kyrkorummet finns ett körrum som skiljs av med vikväggar. Genom att öppna vikväggarna kan kyrkorummet förstoras.

## Inventarier
- Det fristående altaret i italiensk vit marmor är format som en sarkofag och står på åtta låga pelare.
- På korväggen ovanför altaret hänger en Kristusskulptur som är huggen i trä. Den är utförd av Karl Göte Bejemark 1983.
- Predikstolen i trä är en ambo som står i korets södra sida.
- Dopfunten är liksom altaret vit italiensk marmor och har ett Kristusmonogram i relief. Ovanför dopfunten hänger en ljuskrona i järnsmide som är ritad av arkitekten och utförd av konstsmed Rune Pettersson.
- Orgeln på 30 stämmor är tillverkad av Grönlunds Orgelbyggeri. Den invigdes 2 september 1979.
- Allt kyrksilver är tillverkat av silversmed Martin Öhman.
- I kyrktornet hänger två stora klockor för sammanringning. Dessutom finns ett klockspel med 22 klockor som dagligen spelar psalmer.